# Breathe Arts
株式會社Breathe Arts（日語：株式会社ブリーズアーツ）是一家位於日本東京都新宿區新宿，以聲優管理為中心的藝能事務所。

## 概要
Breathe Arts是由自由身的聲優緒方惠美，於2019年2月1日設立。其公司的名稱命名來自「【Breathe】---為生命注入活力。讓你呼吸。“像呼吸一樣溝通”——無論是歌曲還是戲劇，一直原封不動地，就決定保留它作為公司的名稱」。
當初Breathe Arts實際上只是一個個人事務所，但之後就以商業夥伴關係和託管的形式增加了所屬人員的數量。Breathe Arts本身沒有培訓學校，但仍以「Team BareboAt」於2019年5月作為代表緒方的「學堂」開設。
2020年7月，宣佈在LOFT9澀谷舉辦談話直播「我們的未來 -動漫的工作-」作為該事務所主辦的戶外活動。

## 所屬藝人、聲優
2020年7月現在。

### 男性
- 神谷悠紀（預留）
- 島倉凱隼（預留）

### 女性
- 伊藤梨花子（預留）
- 緒方惠美（代表董事）
- 儀武祐子（業務提攜）
- 須藤希（準所屬、業務提攜）－東寶藝能所屬。

## 外部連結
- BREATHE ARTS公式官網 （日語）
- BreatheArts staff的X（前Twitter） （日語）